# Бага-Бурул (Городовиковский район)
Бага-Бурул (калм. Баһ Буурл) — посёлок в Городовиковском районе Калмыкии, в составе Лазаревского сельского муниципального образования. Расположен на реке Большой Гок, в 27 км к юго-западу от города Городовиковск.
Население — 89 чел. (2012).
Основан в середине XIX века.

## История
Бага-Бурул является одним из первых оседлых населенных пунктов Большедербетовского улуса. Так, в 1861 году в хотоне багабурулова рода насчитывалось 178 дворов. И проживали в них 966 человек — 546 мужчин и 420 женщин. В нем имелись ветряная мельница, кузница, четыре торговые лавки, библиотека, почтовая станция, пожарный обоз, семь колодцев с пресной водой и десять — с соленой, для водопоя скота, две первые во всем улусе бани. Здесь также
действовал хурул, в котором несли службу четыре гелюнга, два гецюля и четыре манджика-послушника.
В Бага-Буруле открылась первая в Большедербетовском улусе частная школа. Школа была открыта по инициативе местного зайсанга Чоно Хараманджиева. Выпускники школы могли продолжить обучение в различных городах России (Санкт-Петербурге, Харькове, Ставрополе). Студенты обучались на средства улусного общественного капитала. Каждому определялась стипендия от 250 до 520 рублей в год.
Согласно Списку населённых мест Ставропольской губернии в 1909 году родовое правление располагалось в Нижнем хотоне Багабурулова рода. В хотоне имелся 101 двор, проживало 220 душ мужского и 226 женского пола, имелись церковь (буддийский храм), школа, торговое предприятие, хлебозапасный магазин, пожарный обоз.
С 1930 года здесь действовало отделение № 4 зерносовхоза № 112 (впоследствии совхоза «Комсомолец»).
28 декабря 1943 года калмыцкое население было депортировано. Посёлок, как и другие населённые пункты Западного района, был передан Ростовской области. В августе 1949 года посёлок Бага-Буруль был переименован в село Озёрное, Бага-Бурульский сельсовет — в Озёрный. В 1954 году Озёрный сельсовет ликвидирован, территория присоединена к Пушкинскому сельсовету
Калмыцкое население стало возвращаться после отмены ограничений по передвижению в 1956 году. Посёлок возвращён вновь образованной Калмыцкой автономной области в 1957 году.

## Физико-географическая характеристика
Посёлок расположен на юго-западе Городовиковского района в пределах Ставропольской возвышенности, на правом берегу реки Большой Гок. Рельеф местности равнинный. Средняя высота над уровнем моря — 74 м.
По автомобильной дороге расстояние до столицы Калмыкии города Элиста составляет 260 км, до районного центра города Городовиковск — 27 км, до административного центра сельского поселения посёлка Лазаревский — 23 км. Ближайший населённый пункт — хутор Раздельный Песчанокопского района Ростовской области, расположенный в 4,4 км к западу от посёлка.
Согласно классификации климатов Кёппена-Гейгера посёлок находится в зоне континентального климата с относительно холодной зимой и жарким летом (индекс Dfa). В окрестностях посёлка чернозёмы маломощные малогумусные и темнокаштановые почвы различного гранулометрического состава.
В посёлке, как и на всей территории Калмыкии, действует московское время.

## Население
Динамика численности населения
| 1909 |
| ---- |
| 446  |

| 2002 | 2010 | 2012 |
| ---- | ---- | ---- |
| 119  | ↘100 | ↘89  |

Национальный состав
Согласно результатам переписи 2002 года большинство населения составляли калмыки (40 %) и русские (28 %)
| Национальность | Численность (2010) | Процент |
| -------------- | ------------------ | ------- |
| Калмыки        | 52                 | 50%     |
| Русские        | 31                 | 29,8%   |
| Цыгане         | 16                 | 15,4%   |
| Украинцы       | 5                  | 4,8%    |
| Всего          | 104                | 100%    |

## Экономика
Основная отрасль экономики — сельское хозяйство. На территории, прилегающей к посёлку, действует СПК «Бага-Бурул»

## Социальная сфера
Начальная школа

## Известные жители и уроженцы
- Чонов, Ефим Чонович (1887, Бага-Бурул — 1927, Бага-Бурул) — видный общественный и политический деятель, юрист, историк, автор многочисленных трудов по военной истории калмыков.
- Антон Амур-Санан (1888, Бага-Бурул — 1938, Сталинград) — государственный и общественный деятель советской Калмыкии, публицист, основоположник калмыцкой советской литературы.
- Лидже Карвенов (ум. 1929) — общественный и политический деятель, редактор газет «Калмыцкий пахарь», «Икэ дербет», «Красный дербет»[13].

## Достопримечательности
- Ступа Просветления. Открыта в июне 2015 года[14].